# Tristan Tzara

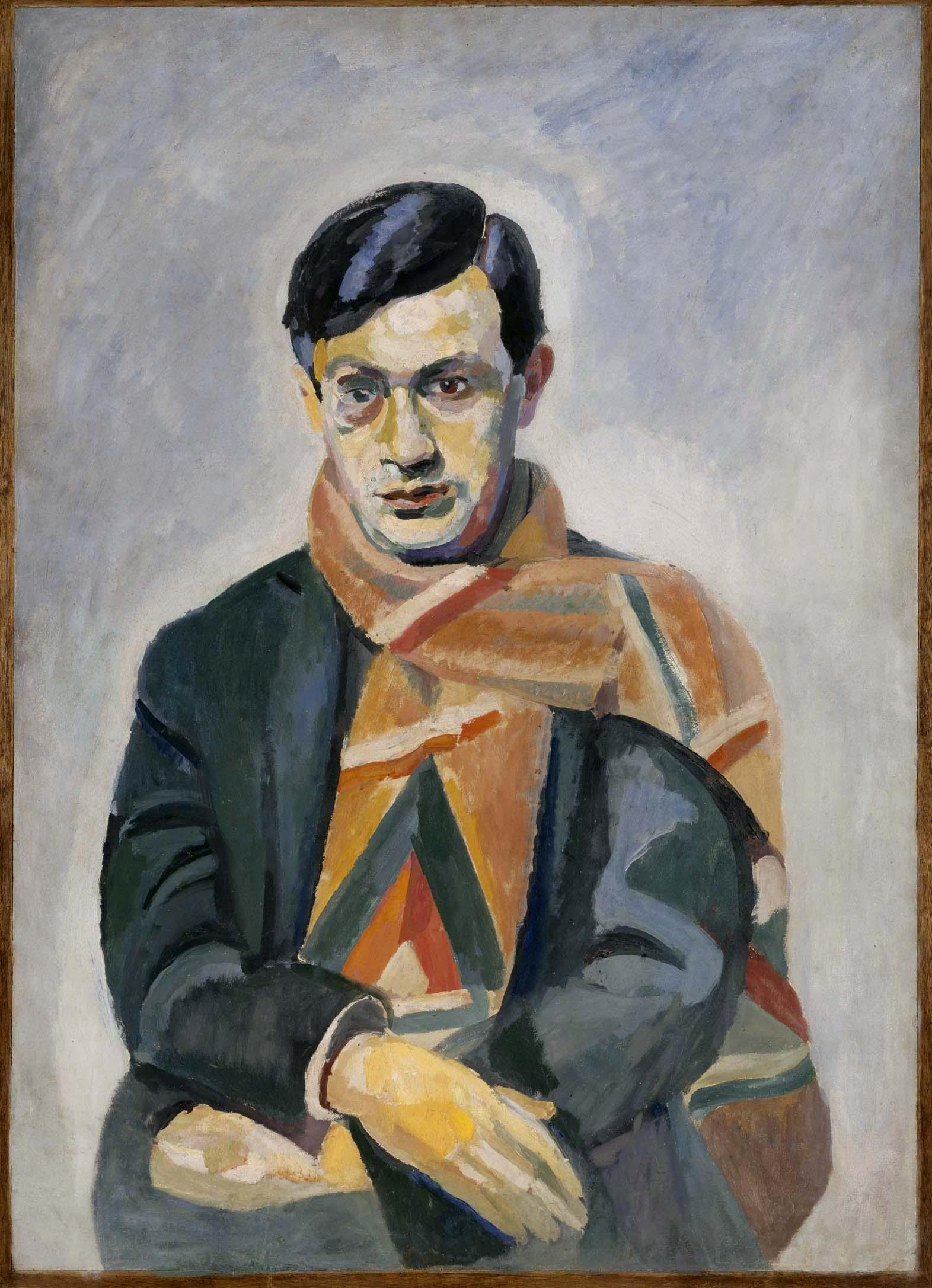
Robert Delaunay festménye

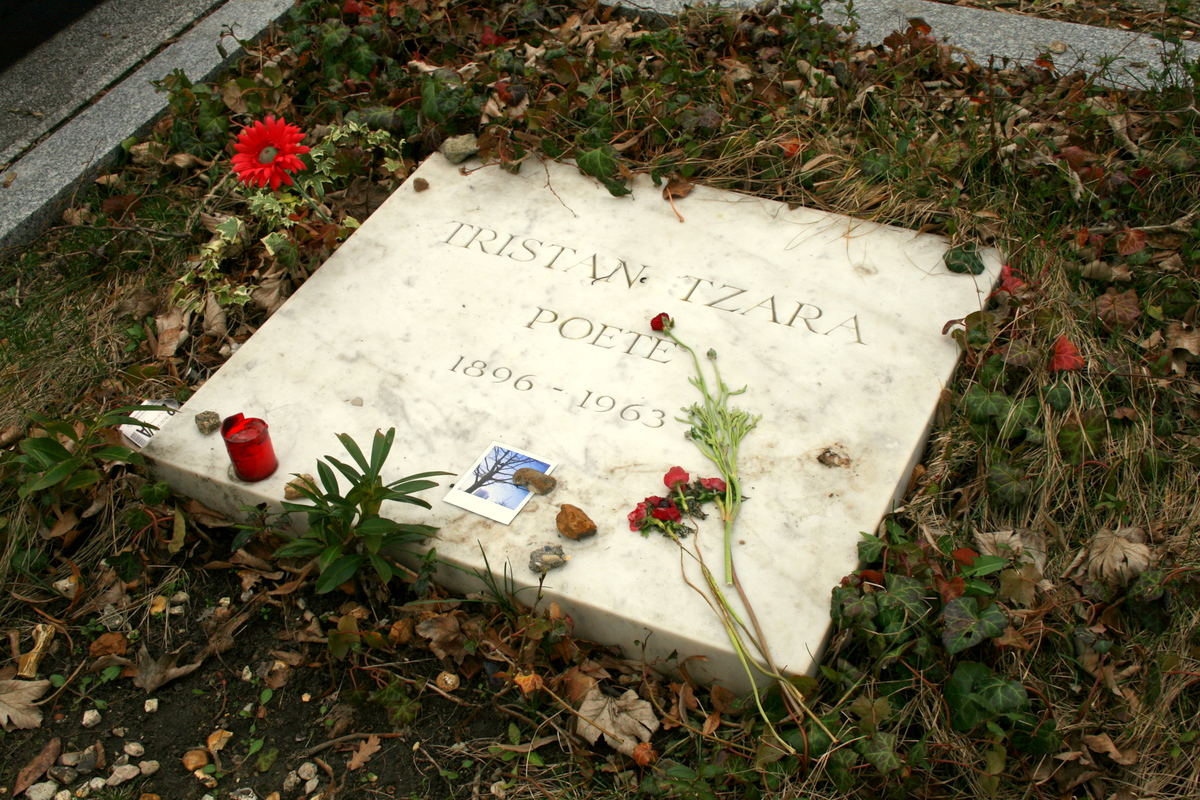
Sírja a párizsi Montparnasse-i temetőben

Tristan Tzara (román helyesírással: Țara) (Mojnest, Bákó megye, 1896. április 16. – Párizs, 1963. december 25.) eredeti nevén Samuel Rosenstock (felvett neve a román trist în țară, azaz szomorú az országban mondatból származik), zsidó származású román művész, költő és esszéista. Élete nagy részét Franciaországban töltötte.
Tzarát a dadaizmus alapítójaként ismerik. A dadaista avantgárd mozgalom forradalmi hatást gyakorolt a művészetekre.

## Élete és munkája
A dada mozgalom az első világháború idejéből, Zürichből eredeztethető, a Tzara, Hans Arp, és Hugo Ball alkotta művészcsoporttól.
Tzara írta az első dadaista írásokat: La Première Aventure céleste de Monsieur Antipyrine (Antipyrine úr első mennybéli kalandja) (1916), Vingt-cinq poèmes (Huszonöt vers) (1918) , valamint a mozgalom kiáltványát, Sept manifestes Dada (Hét Dada kiáltvány) (1924).
Élete meghatározó mozzanata volt, hogy 1919-ben Párizsba költözött, ahol csatlakozott az André Breton, Philippe Soupault és Louis Aragon alkotta csoporthoz. Sok vihart kavaró tevékenységük, a polgárpukkasztásra, a nyelvi szerkezetek összezavarására irányult.
1929 végén, beleunva a nihilizmusba és a destrukcionizmusba, csatlakozott a konstruktívabb szürrealistákhoz. Ideje nagy részét a szürrealizmus és a marxizmus összeegyeztetésére fordította. 1947-49 között a szürrealizmus jegyében együtt dolgozott Joan Miróval, aki nyolc képből álló sorozatot festett Tzara műveihez.
1937-ben csatlakozott a Francia Kommunista Párthoz. Az 1930-as években részt vett a spanyol polgárháborúban, a második világháborúban a francia ellenállási mozgalom aktív részese volt.
1956-ban kilépett a kommunista pártból, ezzel tiltakozva a magyar forradalom szovjet elfojtása ellen.
A politikai tevékenysége közelebb vitte az emberi lét kérdéseihez. Fokozatosan vált lírai költővé. Ezt a művészi korszakát a L'Homme approximatif (A hozzávetőleges ember) (1931), Parler seul (Magában beszélő) (1950), és La Face intérieure (A belső arc) (1953) művei jellemzik.
A párizsi Montparnasse-i temetőben nyugszik.

## Néhány műve
- Antipyrine úr első mennybéli kalandja (La Première aventure céleste de Monsieur Antipyrine) (1916), az első dadaista mű, és a költő legelső alkotása. A mindent lerombolni szándékozás legfontosabb megnyilvánulása.
- A szürrealizmus és a háború utáni időszak (1947), e művében a dada és a szürrealizmus története mellett beszámol saját költői elképzeléseiről.
- A hozzávetőleges ember (Essai sur la situation de la poésie. L'Homme approximatif) (1931)
- Föld a földön (Terre sur terre) (1946)
- A belső arc (La Face intérieure) (1953)

### Magyarul
- Gáz-szív. Színdarab; ford. Gáspár Endre; Kunstbücher, Wien, 1921
- AA úr az antifilozófus. Dadaista kiáltványok és válogatott versek. 1914–1936; vál., ford. Parancs János; Orpheusz Könyvek, Bp., 1992

## Hatása
- 1986-ban a francia és a magyar írószövetség megalapította a Tristan Tzara fordítói díjat.